# Puntukas

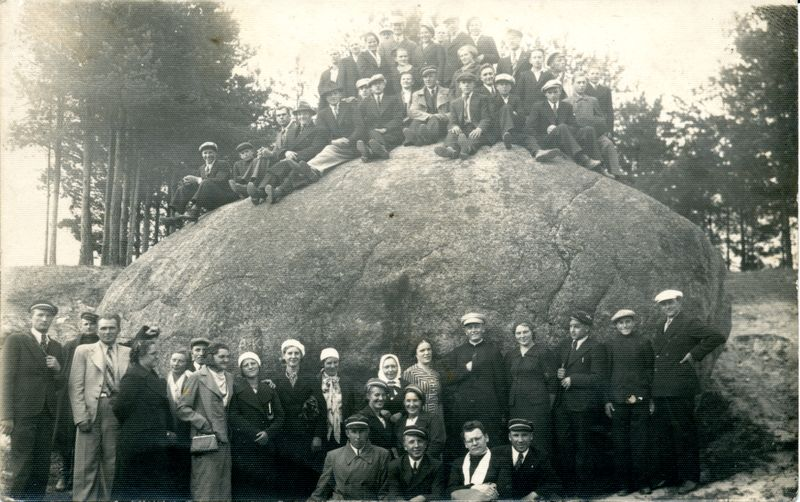
Puntukas 1938

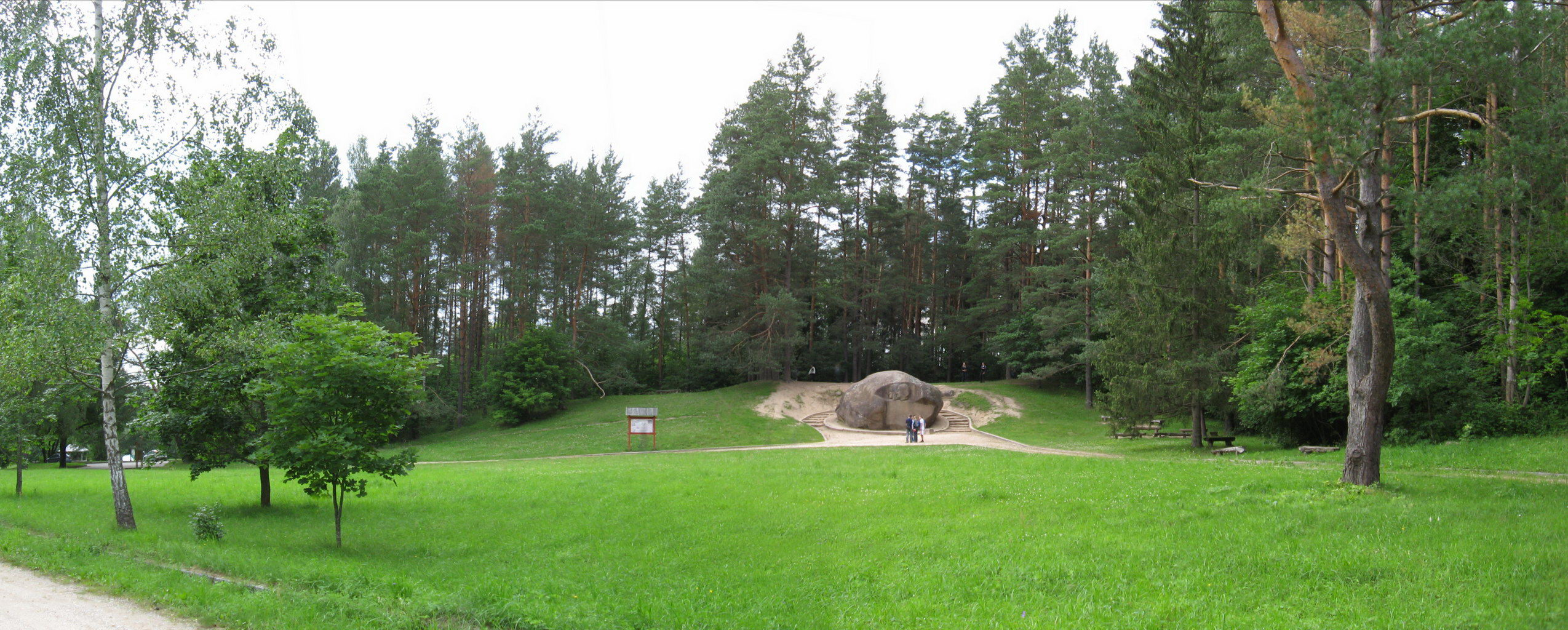
Der Puntukas

Der Puntukas ist der zweitgrößte Findling Litauens, der vor etwa 18.000 Jahren aus Finnland in den Großraum Anykščiai bewegt wurde. Er hat ein Gewicht von rund 265 Tonnen und die Ausmaße (6,90 × 6,70 × 5,70) Meter³, sein Volumen beträgt etwa 100 Kubikmeter.
Der auf der Frontseite behauene Stein dient heute zum Gedenken an die bei einer Atlantiküberquerung 1933 tödlich verunglückten litauisch-US-amerikanischen Piloten Darius und Girėnas. 1943 meißelte der Bildhauer B. Pundzius das Relief ein; hierfür benötigte er ein halbes Jahr. Bis 1957 galt der Findling als der größte in Litauen. Durch den größeren Puokė-Stein bei Barstyciai im Nationalpark Žemaitija wurde er in dieser Reihenfolge abgelöst.